# Desdemona (vệ tinh)
Desdemona là một vệ tinh tự nhiên vòng trong của Sao Thiên Vương. Nó được phát hiện từ những hình ảnh được chụp bởi tàu vũ trụ Voyager 2 vào ngày 13 tháng 1 năm 1986, và được định danh tạm thời là S/1986 U 6. Tên Desdemona được đặt theo tên người vợ của Othello trong vở kịch Othello của William Shakespeare. Nó cũng được định danh là Uranus X.
Desdemona thuộc nhóm vệ tinh Portia, bao gồm Bianca, Cressida, Juliet, Portia, Rosalind, Cupid, Belinda và Perdita. Các vệ tinh này có quỹ đạo và tính chất trắc quang tương tự nhau. Ngoài quỹ đạo của nó, bán kính 32 km và suất phản chiếu hình học là 0,08, thì hầu như chúng ta không còn biết gì về Desdemona.
Trong ảnh chụp của Voyager 2, Desdemona xuất hiện như một vật thể thuôn dài, trục chính hướng về phía Sao Thiên Vương. Tỷ lệ trục hình bầu dục của Desdemona là 0,6 ± 0,3. Bề mặt của nó có màu xám.
Desdemona có thể va chạm với một trong những vệ tinh lân cận là Cressida hoặc Juliet trong vòng 100 triệu năm tới.